# Bahnstrecke Brewer Junction–Mount Desert Ferry
| Streckenlänge: | 66,1 km              |                                            |                                            |
| Spurweite: | 1435 mm (Normalspur) |                                            |                                            |
| Zweigleisigkeit: | %                    |                                            |                                            |
| |                      |                                            |                                            |
| Gesellschaft: | zuletzt Guilford     |                                            |                                            |
| \| \| \| von Bangor \| \| \| \| 0,0 \| Brewer Junction ME \| Brewer Junction ME \| \| \| \| nach Bucksport \| \| \| \| \| Ende des Anschlussgleises \| \| \| \| 15,1 \| Holden ME \| Holden ME \| \| \| 19,0 \| Egerys Mill ME (früher McKenzies) \| Egerys Mill ME (früher McKenzies) \| \| \| 20,3 \| Lucerne-in-Maine ME (früher Phillips Lake) \| Lucerne-in-Maine ME (früher Phillips Lake) \| \| \| 25,9 \| Green Lake ME \| Green Lake ME \| \| \| 32,7 \| Nicolin ME \| Nicolin ME \| \| \| 42,3 \| Ellsworth Falls ME \| Ellsworth Falls ME \| \| \| \| Union River \| \| \| \| 44,6 \| Ellsworth ME \| Ellsworth ME \| \| \| 48,8 \| Washington Junction ME \| Washington Junction ME \| \| \| \| nach St. Croix Junction \| \| \| \| 54,4 \| Franklin Road ME \| Franklin Road ME \| \| \| \| Youngs Bay \| \| \| \| 60,5 \| Hancock ME \| Hancock ME \| \| \| 62,1 \| Waukeag ME \| Waukeag ME \| \| \| 66,1 \| Mount Desert Ferry ME \| Mount Desert Ferry ME \| |                      |                                            |                                            |
| Strecke |                      | von Bangor                                 | von Bangor                                 |
| Dienststation / Betriebs- oder Güterbahnhof | 0,0                  | Brewer Junction ME                         | Brewer Junction ME                         |
| Abzweig geradeaus und nach rechts |                      | nach Bucksport                             | nach Bucksport                             |
| |                      | Ende des Anschlussgleises                  |                                            |
| Bahnhof (Strecke außer Betrieb) | 15,1                 | Holden ME                                  | Holden ME                                  |
| Haltepunkt / Haltestelle (Strecke außer Betrieb) | 19,0                 | Egerys Mill ME (früher McKenzies)          | Egerys Mill ME (früher McKenzies)          |
| Bahnhof (Strecke außer Betrieb) | 20,3                 | Lucerne-in-Maine ME (früher Phillips Lake) | Lucerne-in-Maine ME (früher Phillips Lake) |
| Bahnhof (Strecke außer Betrieb) | 25,9                 | Green Lake ME                              | Green Lake ME                              |
| Haltepunkt / Haltestelle (Strecke außer Betrieb) | 32,7                 | Nicolin ME                                 | Nicolin ME                                 |
| Haltepunkt / Haltestelle (Strecke außer Betrieb) | 42,3                 | Ellsworth Falls ME                         | Ellsworth Falls ME                         |
| Brücke über Wasserlauf (Strecke außer Betrieb) |                      | Union River                                | Union River                                |
| Bahnhof (Strecke außer Betrieb) | 44,6                 | Ellsworth ME                               | Ellsworth ME                               |
| Bahnhof (Strecke außer Betrieb) | 48,8                 | Washington Junction ME                     | Washington Junction ME                     |
| Abzweig geradeaus, nach links und von links (Strecke außer Betrieb) |                      | nach St. Croix Junction                    | nach St. Croix Junction                    |
| Haltepunkt / Haltestelle (Strecke außer Betrieb) | 54,4                 | Franklin Road ME                           | Franklin Road ME                           |
| Brücke über Wasserlauf (Strecke außer Betrieb) |                      | Youngs Bay                                 | Youngs Bay                                 |
| Bahnhof (Strecke außer Betrieb) | 60,5                 | Hancock ME                                 | Hancock ME                                 |
| Bahnhof (Strecke außer Betrieb) | 62,1                 | Waukeag ME                                 | Waukeag ME                                 |
| Kopfbahnhof Streckenende (Strecke außer Betrieb) | 66,1                 | Mount Desert Ferry ME                      | Mount Desert Ferry ME                      |

Die Bahnstrecke Brewer Junction–Mount Desert Ferry ist eine Eisenbahnstrecke in Maine (Vereinigte Staaten). Sie ist 66,1 Kilometer lang. Die normalspurige Strecke wurde zuletzt von Guilford Transportation betrieben und ist stillgelegt und teilweise abgebaut. Ein kurzes Streckenstück bei Brewer Junction wird noch als Anschlussgleis benutzt.

## Geschichte
Mount Desert Island war schon im 19. Jahrhundert ein beliebtes Urlaubsziel. 1870 war die Insel von Rockland und Bangor aus mit dem Schiff zu erreichen. Außerdem gab es eine Fähre von Hancock Point, direkt gegenüber der Insel. Da die Insel nur wenige hundert Meter vom Festland entfernt ist, war eine Eisenbahnanbindung des Fährhafens in Hancock Point ein lohnendes Unternehmen. Zunächst wurde 1872 die Bangor and Calais Railroad gegründet, deren Bahnstrecke von Bangor nach Calais nördlich an Hancock vorbeiführen sollte und möglicherweise eine kurze Zweigstrecke erhalten könnte. Dann beabsichtigte man, die Bahnstrecke Bangor–Bucksport über Bucksport hinaus entlang der Küste nach Hancock zu verlängern, was jedoch aufgrund der stark zergliederten Küstenlinie nicht durchgeführt wurde. 1881 gründete man die Maine Shore Line Railroad, die von Ellsworth nach Calais bauen wollte und eine Option auf Verlängerung nach Bangor hatte. Diese Strecke entsprach etwa den Plänen der Bangor&Calais. Stattdessen übernahm jedoch die Maine Central Railroad 1883 die Bahnstrecke nach Bucksport, pachtete die Maine Shore Line Railroad und baute eine Zweigstrecke von Brewer über Ellsworth nach Hancock Point. Die Verbindung nach Calais wurde später als Zweigstrecke von dieser Bahnstrecke aus hergestellt.
Noch 1883 war die Bahn bis Ellsworth befahrbar und 1884 erreichten die ersten Züge den Fährhafen bei Hancock Point. Der Endbahnhof trug von Anfang an den Namen Mount Desert Ferry. Im Juni 1887 verkehrte der erste Expresszug, der spätere Bar Harbor Express von Boston nach Mount Desert Ferry. Er fuhr nur in der Sommersaison und wurde im Oktober 1889 eingestellt. Ein weiterer Expresszug folgte ab 1906, der von New York City nach Mount Desert Ferry verkehrte und später State of Maine Express genannt wurde. Fast alle im Sommer nach Bangor fahrenden Expresszüge der Maine Central Railroad hatten in der Folgezeit zumindest Kurswagen nach Mount Desert Ferry. Ab 1917 konnte Washington D.C. ohne Umsteigen erreicht werden.
Nachdem im April 1931 die schon seit 1884 bestehende Straßenbrücke erneuert wurde, endete der Fährbetrieb zwischen Hancock Point und Mount Desert Island. Die Expresszüge endeten nun in Ellsworth und eine Busverbindung nach Bar Harbor stellte den Anschluss her. Der Abschnitt bis Mount Desert Ferry wurde nur noch von gemischten Zügen befahren. Auf dem Abschnitt Waukeag–Mount Desert Ferry endete 1934 der Gesamtverkehr und die Strecke wurde 1938 stillgelegt. Ebenfalls 1938 wurde zwischen Washington Junction und Waukeag der Personenverkehr eingestellt. Der Güterverkehr auf diesem Abschnitt endete 1959 mit der Stilllegung der Strecke.
Auf dem restlichen Streckenabschnitt Brewer Junction–Washington Junction verkehrten noch bis zum 25. November 1957 Personenzüge. Der letzte Güterzug verkehrte 1984, drei Jahre, nachdem die Guilford Transportation die Maine Central übernommen hatte. 1985 wurde die Strecke zwar offiziell stillgelegt, die Gleise sind jedoch bis heute vorhanden. Als in Ellsworth auf der Trasse eine Schule errichtet wurde, baute die Bahngesellschaft sogar eine Umfahrung, um die Strecke später wieder nutzen zu können.

## Streckenbeschreibung
Die Strecke zweigt im Norden der Stadt Brewer aus der Bahnstrecke nach Bucksport ab und durchquert zunächst ein größeres Industriegebiet, wo sich noch mehrere Gleisanschlüsse befinden, die sporadisch genutzt werden. Die Strecke schwenkt dann in östliche Richtung und führt durch ausgedehnte Wälder kurvenreich nach Holden, wo sie in Richtung Südosten abbiegt. Im Wesentlichen verläuft die Trasse parallel zum Highway 1. Südlich von Holden führt die Bahn entlang des Ostufers des langgezogenen  Phillips Lake, an der Westseite des Green Lake vorbei sowie entlang des Little Rocky Pond. Die weiterhin kurvenreiche Strecke überquert bei Ellsworth den Union River und biegt in Ellsworth zunächst in Richtung Nordosten ab.
Wenige Kilometer weiter ist der Abzweig Washington Junction erreicht, wo die Strecke nach Calais weiter nordöstlich verläuft, während die abgebauten Gleise nach Mount Desert Ferry hier wieder in Richtung Südosten führten. Die Bahn führte nördlich am Kilkenny Cove, einer fjordartigen Meeresbucht vorbei und erreicht nach wenigen Kilometern die Ortschaft Hancock. Hier biegt die Strecke nach Süden ab und führt entlang des Sullivan Harbor, einer Meeresbucht, bis zum ehemaligen Fährhafen und dem Endbahnhof Mount Desert Ferry.

## Anhang